# Medusa Lake
Medusa Lake är en sjö i Antarktis. Den ligger i Östantarktis. Australien gör anspråk på området. Medusa Lake ligger 28 meter över havet. Den ligger vid sjön Ephyra Lake.